# Уайли, Филип
Филип Гордон Уайли (Philip Gordon Wylie; 12 мая 1902 — 25 октября 1971) — американский автор произведений на тему научной фантастики и сатиры.

## Биография
Уайли родился в Беверли, штат Массачусетс, и был сыном пресвитерианского священника Эдмунда Мелвилла Уайли и бывшей писательницы Эдны Эдвардс, которая умерла, когда Филиппу было пять лет. Его семья переехала в Монтклэр, штат Нью-Джерси, и Уайли учился в Принстонском университете с 1920 по 1923 год.
Автор беллетристики и документальной литературы, Уайли написал сотни статей, романов, сериалов, рассказов, газетных колонок и произведений социальной критики. Он также писал сценарии, находясь в Голливуде, был редактором Farrar & Rinehart, работал в Совете обороны округа Дейд, штат Флорида, был директором Морской лаборатории Лернера и одно время являлся советником председателя Объединенного комитета Конгресса по атомной энергии, что привело к созданию Комиссии по атомной энергии. Основные работы Уайли содержат критические и часто философские взгляды на человека и общество, полученные в результате его исследований в области биологии, этнологии, физики и психологии.
По крайней мере девять фильмов были сняты по романам или рассказам Уайли. Он также продал права на два других, которые не были сняты.
Уайли довольно широко применял инженерные принципы и научный метод в своих работах. Его роман «Исчезновение» (1951) рассказывает о том, что происходит, когда все внезапно обнаруживают, что все представители противоположного пола отсутствуют (все мужчины должны обходиться без женщин, и наоборот). Книга сравнивает положение мужчин и женщин до расцвета феминизма в 1970-х годах, исследует природу отношений между мужчинами и женщинами, а также вопросы прав женщин и гомосексуальности.
Во время Второй мировой войны работа над «Кратером рая» (1945) привела к домашнему аресту Уайли федеральным правительством. Научно-популярная книга эссе Уайли «Поколение гадюк» (1942) была бестселлером 1940-х годов.